# ジャスティンパレス
ジャスティンパレス（欧字名:Justin Palace、2019年4月12日 - ）は、日本の競走馬。主な勝ち鞍は2023年の天皇賞（春）、阪神大賞典、2022年の神戸新聞杯。
馬名の意味は、冠名＋母名の一部。

## 戦績

### デビュー前
2019年4月12日、ノーザンファームで誕生。2020年のセレクトセール1歳市場で三木正浩に2億900万円で落札される。ノーザンファーム伊藤隆行厩舎で育成後、栗東の杉山晴紀厩舎に入厩した。

### 2歳（2021年）
9月12日の2歳新馬（中京芝2000m）でデビュー。1.5倍の断然人気に応え、後続に1馬身半差をつけて1着、デビュー勝ちを決める。続く黄菊賞も2番手から逃げるメイショウゲキリンを交わして1着、連勝を飾る。3戦目はGIのホープフルステークスに出走、スタートで若干後手を踏むも、道中は好位を追走、直線で末脚を伸ばすもキラーアビリティに1馬身半及ばず2着に敗れた。

### 3歳（2022年）
3か月半ぶり、直行で挑んだクラシック一冠目の皐月賞は後方から追走するも9着に敗れ、初めて連対を外す。続く東京優駿は中団から競馬をするも伸びずに再び9着に終わった。夏は休養に充て、4か月ぶりのレースとなった神戸新聞杯は鮫島克駿とコンビを組み、好位追走から直線で先頭に立って後続を引き離し、3馬身半差をつける快勝。重賞初制覇となった。続く菊花賞は不利な17番枠からロスなく運び勝ったアスクビクターモアに0.1秒差の3着に入った。年内最終戦の有馬記念はイクイノックスの7着に終わった。

### 4歳（2023年）
明け4歳は3月19日に阪神競馬場で行われた阪神大賞典に出走し、スタートから内の3番手につけ、ロスなく立ち回って最後の直線で抜け出して、外からボルドグフーシュの追い込みを振り切って1馬身3/4差をつけて重賞2勝目を挙げると共に、天皇賞・春の優先出走権を手にした。
4月30日に京都競馬場で行われた天皇賞（春）に出走し、中団の内で脚を溜め、直線コースに向くと一気に抜け出し、先に先頭に立っていたディープボンドを交わし、これに2馬身1/2差をつけて、6度目の挑戦でGI初制覇を飾った。ディープインパクト産駒はJRA・GI通算71勝目で、サンデーサイレンスに並んで史上最多タイとなり、騎乗したルメールはJRA・GI通算44勝目、杉山晴調教師はGI通算5勝目を挙げた。なお、ルメールはジャスティンパレスとのコンビで2歳新馬、黄菊賞、阪神大賞典、天皇賞・春と4戦4勝となった。
続いて6月25日の宝塚記念に2番人気で出走、鞍上には再び鮫島を迎えた。後方で脚を溜めて4コーナー手前で猛追を開始。直線で鞭を落としながらも追い込みを見せたが、外から上がったイクイノックスに先に抜け出されてしまい3着に敗れた。秋初戦となった10月29日の天皇賞（秋）には新たに横山武史を鞍上に迎え出走。スタートが上手く決まらず、逃げるジャックドールが飛ばす中で後方2番手から競馬を進めたが、ペースが流れたことで結果的に良い位置取りとなった。直線では大外からメンバー最速の上がりで先に抜け出したイクイノックスをメンバー最速の上がりで猛追したが、2馬身半届かずの2着となり、天皇賞春秋連覇はならなかった。年内最終戦は前年と同様に12月24日の有馬記念を選択。1番人気で迎えたレースでは、ゲートを上手く出ず、道中は最後方を選択。ドウデュースを見るようにレースを進め、勝負所で外目から前へ進出するも、反応が鈍くドウデュースとの差は広がった。それでも直線では外からしぶとく伸びたが、逃げ粘る3着タイトルホルダーからアタマ差の4着に終わった。

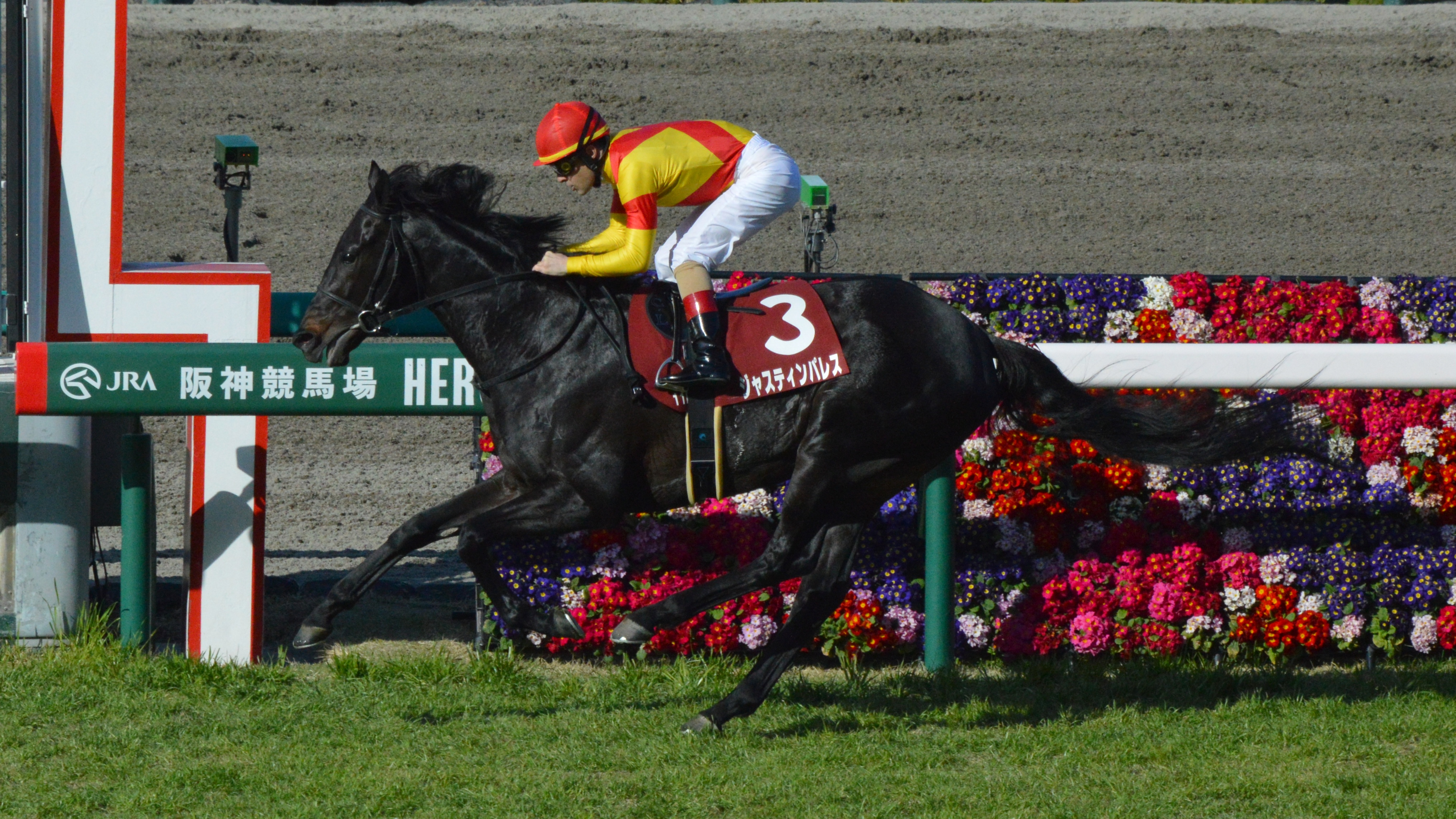
阪神大賞典
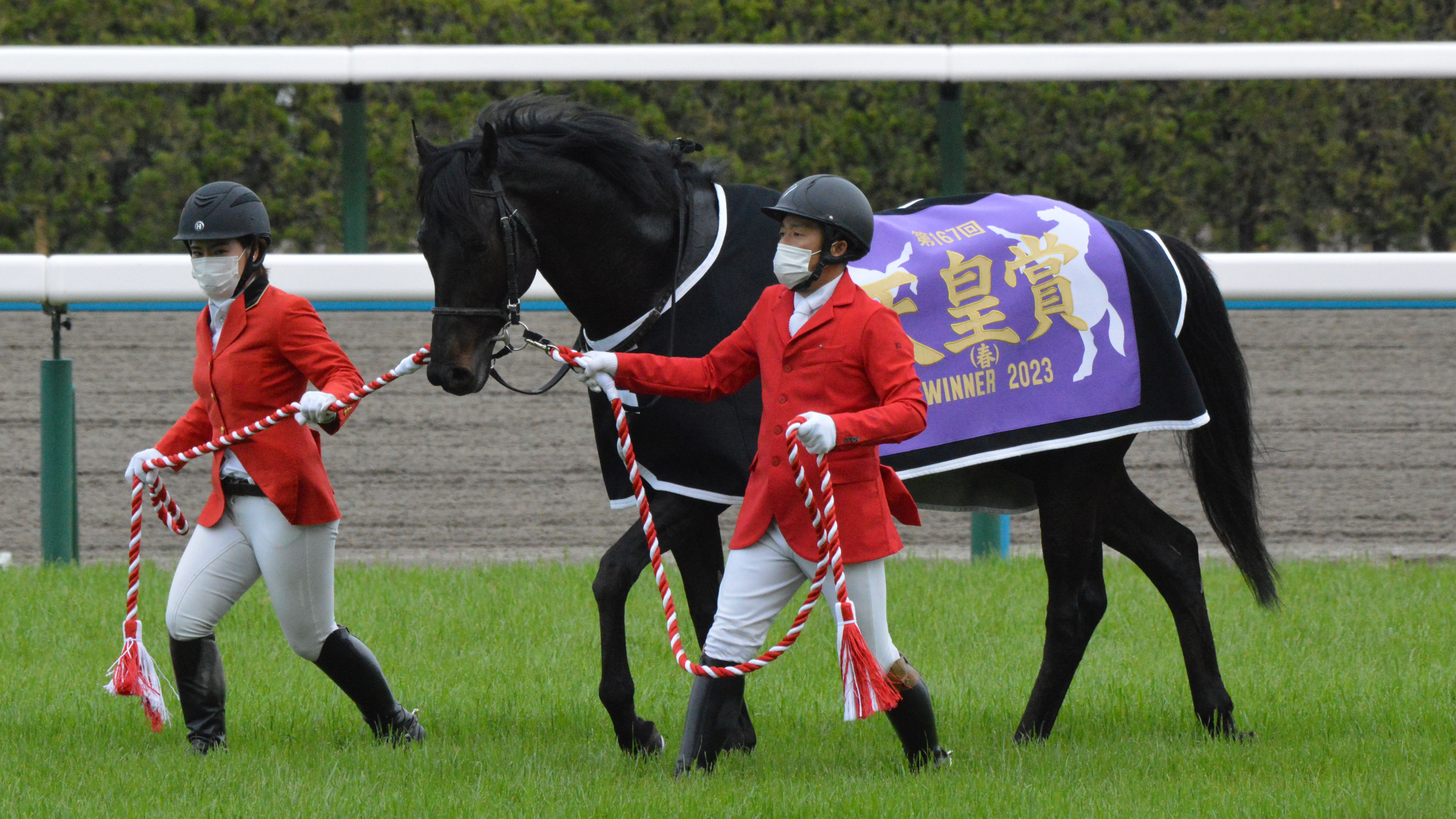
天皇賞表彰式

### 5歳（2024年）
5歳シーズンの初戦にはドバイシーマクラシックを選択し、初の海外遠征となった。鞍上には新たにジョアン・モレイラを迎えてレースに臨むも、好位から伸びきれず4着に終わった。
レース後は帰国し、宝塚記念に出走。クリストフ・ルメールと前年の天皇賞・春以来となる再コンビを結成するも、レースでは中団のまま見せ場なく、自身初の2桁着順となる10着に敗れる。 騎乗したルメールは「ディープ(産駒)だし、こういう重い馬場は走らないのかも。直線に向いて進んでいかなかった」とコメントし、重馬場適正の低さが露呈する結果となった。
秋は前年と同様に天皇賞（秋）から始動。鞍上には新たに坂井瑠星を迎えた。レースでは道中は中団に位置して脚を溜め、直線では外に進路を取るのが難しいと見て坂井が内に誘導して鋭く伸びたものの、逃げた3着ホウオウビスケッツにクビ差及ばずの4着で終えた。なお、直線で内に斜行したことでステラヴェローチェとノースブリッジの進路を妨害したため、坂井には過怠金5万円の制裁が科された。続くジャパンカップではクリスチャン・デムーロと3年ぶりのコンビを組んだが、直線で早めに抜け出したドウデュースに瞬く間に突き放され5着が精一杯であった。年内最終戦の有馬記念では中団の馬群で追走するも、勝負所での反応が悪く、直線では最内から追い上げを見せたが5着までだった。

## 競走成績
以下の内容は、JBISサーチおよびnetkeiba.comの情報に基づく。
| 競走日     | 競馬場   | 競走名       | 格  | 距離（馬場）  | 頭 数 | 枠 番 | 馬 番 | オッズ （人気） | 着順 | タイム （上り3F） | 着差 | 騎手          | 斤量 [kg] | 1着馬（2着馬）         | 馬体重 [kg] |
| ---------- | -------- | ------------ | --- | ------------- | ----- | ----- | ----- | --------------- | ---- | ----------------- | ---- | ------------- | --------- | ---------------------- | ----------- |
| 2021.09.12 | 中京     | 2歳新馬      |     | 芝2000m（良） | 5     | 4     | 4     | 001.50（1人）   | 01着 | R2:02.3（34.3）   | -0.3 | 0C.ルメール   | 54        | （アカデミー）         | 444         |
| 0000.11.14 | 阪神     | 黄菊賞       | 1勝 | 芝2000m（良） | 6     | 1     | 1     | 001.90（1人）   | 01着 | R2:03.3（34.6）   | -0.2 | 0C.ルメール   | 55        | （メイショウゲキリン） | 450         |
| 0000.12.28 | 中山     | ホープフルS  | GI  | 芝2000m（良） | 15    | 5     | 8     | 008.80（4人）   | 02着 | R2:00.8（35.7）   | -0.2 | 0C.デムーロ   | 55        | キラーアビリティ       | 450         |
| 2022.04.17 | 中山     | 皐月賞       | GI  | 芝2000m（良） | 18    | 5     | 10    | 020.90（9人）   | 09着 | R2:00.5（34.5）   | -0.8 | 0M.デムーロ   | 57        | ジオグリフ             | 458         |
| 0000.05.29 | 東京     | 東京優駿     | GI  | 芝2400m（良） | 18    | 5     | 9     | 043.1（10人）   | 09着 | R2:23.2（35.4）   | -1.3 | 0M.デムーロ   | 57        | ドウデュース           | 448         |
| 0000.09.25 | 中京     | 神戸新聞杯   | GII | 芝2200m（良） | 17    | 4     | 7     | 011.00（5人）   | 01着 | R2:11.1（34.4）   | -0.6 | 0鮫島克駿     | 56        | （ヤマニンゼスト）     | 452         |
| 0000.10.23 | 阪神     | 菊花賞       | GI  | 芝3000m（良） | 18    | 8     | 17    | 009.70（4人）   | 03着 | 03:02.5（36.5）   | -0.1 | 0鮫島克駿     | 57        | アスクビクターモア     | 452         |
| 0000.12.25 | 中山     | 有馬記念     | GI  | 芝2500m（良） | 16    | 5     | 10    | 018.90（7人）   | 07着 | R2:33.5（36.6）   | -1.1 | 0T.マーカンド | 55        | イクイノックス         | 456         |
| 2023.03.19 | 阪神     | 阪神大賞典   | GII | 芝3000m（良） | 14    | 3     | 3     | 003.10（2人）   | 01着 | R3:06.1（34.2）   | -0.3 | 0C.ルメール   | 57        | （ボルドグフーシュ）   | 472         |
| 0000.04.30 | 京都     | 天皇賞（春） | GI  | 芝3200m（稍） | 17    | 1     | 1     | 004.30（2人）   | 01着 | R3:16.1（34.9）   | -0.4 | 0C.ルメール   | 58        | （ディープボンド）     | 472         |
| 0000.06.25 | 阪神     | 宝塚記念     | GI  | 芝2200m（良） | 17    | 5     | 9     | 008.50（2人）   | 03着 | R2:11.4（35.1）   | -0.2 | 0鮫島克駿     | 58        | イクイノックス         | 470         |
| 0000.10.29 | 東京     | 天皇賞（秋） | GI  | 芝2000m（良） | 11    | 6     | 6     | 035.10（6人）   | 02着 | R1:55.6（33.7）   | -0.4 | 0横山武史     | 58        | イクイノックス         | 468         |
| 0000.12.24 | 中山     | 有馬記念     | GI  | 芝2500m（良） | 16    | 5     | 10    | 003.60（1人）   | 04着 | R2:31.2（34.4）   | -0.3 | 0横山武史     | 58        | ドウデュース           | 474         |
| 2024.03.30 | メイダン | ドバイSC     | G1  | 芝2410m（Gd） | 12    | 3     | 2     | 007.60（4人）   | 04着 | R                 | -3   | 0J.モレイラ   | 57        | Rebel's Romance        | 計不        |
| 0000.06.23 | 京都     | 宝塚記念     | GI  | 芝2200m（重） | 13    | 2     | 2     | 003.70（2人）   | 10着 | R2:13.6（35.9）   | -1.6 | 0C.ルメール   | 58        | ブローザホーン         | 472         |
| 0000.10.27 | 東京     | 天皇賞（秋） | GI  | 芝2000m（良） | 15    | 6     | 11    | 015.00（6人）   | 04着 | R1:57.6（33.0）   | -0.3 | 0坂井瑠星     | 58        | ドウデュース           | 470         |
| 0000.11.24 | 東京     | ジャパンC    | GI  | 芝2400m（良） | 14    | 3     | 4     | 006.20（3人）   | 05着 | R2:26.0（33.3）   | -0.5 | 0C.デムーロ   | 58        | ドウデュース           | 468         |
| 0000.12.22 | 中山     | 有馬記念     | GI  | 芝2500m（良） | 15    | 6     | 11    | 010.90（5人）   | 05着 | R2:32.3（35.1）   | -0.5 | 0坂井瑠星     | 58        | レガレイラ             | 468         |
| 2025.04.06 | 阪神     | 大阪杯       | GI  | 芝2000m（良） | 15    | 4     | 6     | 010.40（6人）   | 06着 | R1:56.6（34.2）   | -0.4 | 0鮫島克駿     | 58        | ベラジオオペラ         | 474         |
| 0000.05.04 | 京都     | 天皇賞（春） | GI  | 芝3200m（良） | 15    | 7     | 13    | 004.90（3人）   | 06着 | R3:15.1（36.6）   | -1.1 | 0鮫島克駿     | 58        | ヘデントール           | 474         |
| 0000.06.15 | 阪神     | 宝塚記念     | GI  | 芝2200m（稍） | 17    | 4     | 7     | 031.5（10人）   | 03着 | R2:11.6（35.1）   | -0.5 | 0M.ディー     | 58        | メイショウタバル       | 470         |

- 競走成績は2025年6月15日現在

## 血統表
| ジャスティンパレスの血統                  | ジャスティンパレスの血統                                   | ジャスティンパレスの血統                                   | （血統表の出典）                                           | （血統表の出典） |
| 父系                                      | サンデーサイレンス系（ヘイロー系）                         | サンデーサイレンス系（ヘイロー系）                         | サンデーサイレンス系（ヘイロー系）                         | [ § 2 ]          |
| 父 ディープインパクト 2002 鹿毛           | 父の父*サンデーサイレンス Sunday Silence 1986 青鹿毛       | Halo                                                       | Hail to Reason                                             | Hail to Reason   |
| 父 ディープインパクト 2002 鹿毛           | 父の父*サンデーサイレンス Sunday Silence 1986 青鹿毛       | Halo                                                       | Cosmah                                                     |                  |
| 父 ディープインパクト 2002 鹿毛           | 父の父*サンデーサイレンス Sunday Silence 1986 青鹿毛       | Wishing Well                                               | Understanding                                              | Understanding    |
| 父 ディープインパクト 2002 鹿毛           | 父の父*サンデーサイレンス Sunday Silence 1986 青鹿毛       | Wishing Well                                               | Mountain Flower                                            |                  |
| 父 ディープインパクト 2002 鹿毛           | 父の母*ウインドインハーヘア Wind In Her Hair 1991 鹿毛     | Alzao                                                      | Lyphard                                                    | Lyphard          |
| 父 ディープインパクト 2002 鹿毛           | 父の母*ウインドインハーヘア Wind In Her Hair 1991 鹿毛     | Alzao                                                      | Lady Rebecca                                               |                  |
| 父 ディープインパクト 2002 鹿毛           | 父の母*ウインドインハーヘア Wind In Her Hair 1991 鹿毛     | Burghclere                                                 | Busted                                                     | Busted           |
| 父 ディープインパクト 2002 鹿毛           | 父の母*ウインドインハーヘア Wind In Her Hair 1991 鹿毛     | Burghclere                                                 | Highclere                                                  |                  |
| 母 *パレスルーマー Palace Rumor 2003 鹿毛 | 母の父Royal Anthem 1995 黒鹿毛                             | Theatrical                                                 | Nureyev                                                    | Nureyev          |
| 母 *パレスルーマー Palace Rumor 2003 鹿毛 | 母の父Royal Anthem 1995 黒鹿毛                             | Theatrical                                                 | *ツリーオブノレッジ                                        |                  |
| 母 *パレスルーマー Palace Rumor 2003 鹿毛 | 母の父Royal Anthem 1995 黒鹿毛                             | In Neon                                                    | Ack Ack                                                    | Ack Ack          |
| 母 *パレスルーマー Palace Rumor 2003 鹿毛 | 母の父Royal Anthem 1995 黒鹿毛                             | In Neon                                                    | Shamara                                                    |                  |
| 母 *パレスルーマー Palace Rumor 2003 鹿毛 | 母の母Whisperifyyoudare 1997 鹿毛                          | Red Ransom                                                 | Roberto                                                    | Roberto          |
| 母 *パレスルーマー Palace Rumor 2003 鹿毛 | 母の母Whisperifyyoudare 1997 鹿毛                          | Red Ransom                                                 | *アラビアII                                                |                  |
| 母 *パレスルーマー Palace Rumor 2003 鹿毛 | 母の母Whisperifyyoudare 1997 鹿毛                          | Steller Affair                                             | Skywalker                                                  | Skywalker        |
| 母 *パレスルーマー Palace Rumor 2003 鹿毛 | 母の母Whisperifyyoudare 1997 鹿毛                          | Steller Affair                                             | Fawn and Hahn                                              |                  |
| 母系(F-No.)                               | パレスルーマー(USA)系(FN:2-s)                              | パレスルーマー(USA)系(FN:2-s)                              | パレスルーマー(USA)系(FN:2-s)                              | [ § 3 ]          |
| 5代内の近親交配                           | Hail to Reason：4×5（9.38%） Northern Dancer：5×5（6.25%） | Hail to Reason：4×5（9.38%） Northern Dancer：5×5（6.25%） | Hail to Reason：4×5（9.38%） Northern Dancer：5×5（6.25%） | [ § 4 ]          |
| 出典                                      | 1. 2. 3. 4.                                                | 1. 2. 3. 4.                                                | 1. 2. 3. 4.                                                | 1. 2. 3. 4.      |

- 半兄に2013年ベルモントステークス・2014年メトロポリタンハンデキャップ勝ち馬パレスマリス（父カーリン）、2023年ステイヤーズステークス勝ち馬アイアンバローズ（父オルフェーヴル）がいる。